# ماثيو هنتر
ماثيو هنتر (بالإنجليزية: Matthew A. Hunter)‏ هو مهندس نيوزلندي، ولد في 1878 في أوكلاند في نيوزيلندا، وتوفي في 24 مارس 1961 في تروي في الولايات المتحدة.